# Mylothris spica
Mylothris spica is een vlindersoort uit de familie van de Pieridae (witjes), onderfamilie Pierinae.
Mylothris spica werd in 1884 beschreven door Möschler.